# Змова 1832 року
Змова 1832 року — змова, організована грузинським дворянством проти Російської імперії, яка мала на меті вигнання Російської імперії з території Грузії та відновлення незалежності Грузії. До змови входило до коло дворян, що емігрували до Росії. Єссе Фалавандішвілі, один із учасників, зрадив змову.

## Історія
Підготовка до змови почалася в 1826-1827 роках у Петербурзі . Ідея змови виникла в колі грузинської молоді в Росії, яка надихалася повстанням декабристів, а також конституційним устроєм західноєвропейських країн, ідеями Французької революції . Димитрій і Окропір Батонішвілі зібрали грузинську молодь, яка приїхала на навчання до Росії, і почали підготовку до майбутнього збройного повстання. Одним з організаторів і керівників змови був призначений Елізбар Еріставі .
Після повстання декабристів до Грузії з Петербурга повернулися керівники змови: Фарнаоз Батонішвілі, Дмитро Багратіоні, Елізбар, Дмитро та Георгій Рафіель дзе Ерістав, Олександр і Вахтанг Орбеліані, Соломон Размадзе, Закарія та Олександр Чолокашвілі, Дмитро Джорджадзе, Соломон Додашвілі та ін. Організатором змови, а також ідеологом був Соломон Додашвілі. У змові брали участь грузини, росіяни та поляки. Змовники в Грузії постійно контактували з обраними грузинськими змовниками в Росії.
У разі успішного розвитку повстання воно повинно було охопити весь Кавказ. Однак змовники не збиралися повністю розривати політичні зв'язки з Росією, а хотіли встановити відносини, засновані на спільних інтересах між Росією і Грузією. Саме це передбачав Георгіївський договір, підписаний з Росією в 1783 році, який був віроломно порушений самодержавним урядом Росії в 1801 році і поклав початок фактичній окупації Грузії.
У 1830 р. звістка про початок польського повстання допомогла змовникам перейти до активних дій. У 1830 році до Грузії приїхали Елізбар Еріставі та Окропір Батонішвілі, до Грузії був запрошений Дмитро Батонішвілі. Змовники підготували проект управління Грузією. Авторами проекту стали Георгі Ревазі дзе Еріставі та Елізбар Еріставі. Згідно з проектом, у Грузії має бути відновлено царство. Царем вважався Олександр Батонішвілі . Чавчавадзе обійме посаду військового міністра, Мухранбатоні – юстиції, Фалавандішвілі – міністра фінансів, Чілашвілі – міністра внутрішніх справ і освіти, Бебуташвілі – міністра. закордонних справ. Нижня палата уряду складалася з депутатів Мазреса.

Повстання мало початися в грудні 1832 року . Змовницькі аристократи, згідно з планом повстання, «Декретом першої ночі», повинні були запросити на вечірку чиновників великої російської бюрократії, роззброїти їх, потім збурити населення Тбілісі і підняти повстання. Згідно з остаточним планом, вони мали скористатися призначеним на 20 грудня 1832 року губернським дворянським з'їздом. Повстанцям треба було зайняти будівлі Арсеналу та Скарбниці.
За кілька днів до повстання, 29 грудня, один із керівників змови Єссе Фалавандішвілі повідомив про змову свого брата, який обіймав високу посаду в адміністрації російського наслідного князя на Кавказі. Змовників заарештували, зачинили в бараки, для розслідування їхньої «антидержавної діяльності» призначили спеціальну комісію, яка викрила 145 «злочинців». Тодішній російський імператор Микола I не вирішив стратити змовників, але пізніше змінив своє рішення і заслав їх у віддалені регіони Росії. Священик Філадельф помер у казармі до завершення слідства.
Ця удавана «м'якосердість» відомого своєю жорстокістю Миколи I і толерантність до грузинів були викликані тим, що Росія прагнула довести світові, що Грузія приєдналася до Росії добровільно, і вони не її завойовники, а їхні захисники. Крім того, в той час Росія почала війну з народами Північного Кавказу, які хотіла їх підкорити. Природно, що погіршення відносин з грузинами не принесло б російському царю нічого доброго, оскільки в операціях із завоювання Закавказзя брали участь багато високопоставлених етнічніх грузинів, які вірно служили Росії. Основу своїх імперських намірів у Грузії Микола I бачив у місцевому дворянстві. Тому він хотів мати справу не з покараним, а з «помилуваним» суспільством.
Комісія з розслідування змови визнала Елізбара Еріставі злочинцем другої групи, тобто визнала такою людину, «яка ініціювала змову і спонукала інших до вчинення змови і повстання». Був депортований до Фінляндії, де служив солдатом спочатку в Кронштадті, а потім у Гельсінгфорсі (нині Гельсінкі). Суд закінчився у квітні 1834 року. 38 зі 145 учасників змови були вислані в північні та східні губернії Росії.
Через кілька років після суду Елізбар Еріставі та всі інші змовники повернулися на батьківщину, але серед них не було Соломона Додашвілі, який закінчив своє коротке життя (у віці 31 року) у далекій Вятці .
Це припинило самовіддану спробі грузин шляхом збройного повстання позбутися панування Російської імперії та відновити понівечену національну гідність.

## Дивись також
- Дійте розумно

## література
Шаблон:ქსე
- სურგულაძე ა., ნარკვევები ქართველი ინტელიგენციის ისტორიიდან თბილისი, 1980
- გოზალიშვილი გ., „1832 წლის შეთქმულება“, ტ. 1-3, თბ., 1935-1976
- საქართველოს ისტორიის ნარკვევები, ტ. 4, თბილისი, 1973
- სურგულაძე ა., ნიკოლოზ ბარათაშვილის ეპოქა, თბილისი, 1968
- ბერძენიშვილი ნ, დონდუა ვ., დუმბაძე მ., მელიქიშვილი გ., მესხია შ., რატიანი პ., „საქართველოს ისტორია I“, თბილისი, 1958
- {{{Заголовок}}}.

კატეგორია:საქართველოს აჯანყებები
კატეგორია:აჯანყებები რუსეთის იმპერიის წინააღმდეგ
კატეგორია:1832